# 賓加 (馬里)
賓加（法語：Binga），是馬里的城鎮，位於該國北部，由通布圖區的迪雷省負責管轄，面積252平方公里，海拔高度301米，2009年人口3,021，人口密度每平方公里12人。